# Madison, Alabama
Madison är en stad (city) i Limestone County, och  Madison County, i delstaten Alabama, USA. Enligt United States Census Bureau har staden en folkmängd på 43 685 invånare (2011) och en landarea på 76,6 km².

## Kända personer från Madison
- Logan Stenberg, utövare av amerikansk fotboll